# Kanzam
Kanzam és un important collada o pas de muntanya a Himachal Pradesh, al districte de Lahul i Spiti. El pas s'ha de tancar durant l'hivern i comunica la vall del Spiti amb la del riu Chandra; des del cim es té una magnífica vista de les glaceres i les muntanyes plenes de neu de més de sis mil metres de l'altre costat del riu Chandra.